# Janne Stefansson
Janne Reidar Stefansson (ur. 19 marca 1935 w Transtrand) – szwedzki biegacz narciarski, złoty medalista olimpijski oraz srebrny medalista mistrzostw świata.

## Kariera
Jego debiutem olimpijskim był igrzyska w Squaw Valley w 1960. W biegu na 15 km stylem klasycznym zajął 7. miejsce, a wraz z kolegami z reprezentacji zajął czwarte miejsce w sztafecie 4 × 10 km. Cztery lata później, podczas igrzysk olimpijskich w Innsbrucku wspólnie z Karlem-Åke Asphem, Sixtenem Jernbergiem i Assarem Rönnlundem zdobył złoty medal w sztafecie. Ponadto dwukrotnie w biegach indywidualnych zajmował czwarte miejsce. W biegu na 30 km przegrał walkę o brązowy medal z Igorem Woronczichinem ze Związku Radzieckiego, a na dystansie 50 km trochę lepszy okazał się Fin Arto Tiainen, który uplasował się tuż przed Stefanssonem zdobywając brązowy medal. Na kolejnych igrzyskach już nie startował.
W 1962 roku wystartował na mistrzostwach świata w Zakopanem. W biegu na 30 km techniką klasyczną wywalczył srebrny medal, wyprzedził go jedynie Eero Mäntyranta z Finlandii. Na tych samych mistrzostwach zajął 6. miejsce zarówno w biegu na 15 jak i na 50 km. Były to jego pierwsze i ostatnie mistrzostwa w karierze.
Siedmiokrotnie zwyciężał w Biegu Wazów w latach 1962–1966, 1968 i 1969. Jedynie Nils Karlsson częściej triumfował w tych zawodach.

## Osiągnięcia

### Igrzyska olimpijskie
| Miejsce | Dzień       | Rok  | Miejscowość  | Konkurencja             | Czas biegu | Strata  | Zwycięzca       |
| ------- | ----------- | ---- | ------------ | ----------------------- | ---------- | ------- | --------------- |
| 7.      | 23 lutego   | 1960 | Squaw Valley | 15 km stylem klasycznym | 51:55,5    | +45,5   | Håkon Brusveen  |
| 4.      | 25 lutego   | 1960 | Squaw Valley | Sztafeta 4 × 10 km      | 2:08:33,5  | +2:46,2 | Finlandia       |
| 4.      | 30 stycznia | 1964 | Innsbruck    | 30 km stylem klasycznym | 1:30:50,7  | +1:44,1 | Eero Mäntyranta |
| 5.      | 2 lutego    | 1964 | Innsbruck    | 15 km stylem klasycznym | 50:54,1    | +52,3   | Eero Mäntyranta |
| 4.      | 5 lutego    | 1964 | Innsbruck    | 50 km stylem klasycznym | 2:43:52,6  | +1:44,0 | Sixten Jernberg |
| 1.      | 8 lutego    | 1964 | Innsbruck    | Sztafeta 4 × 10 km      | 2:18:34,6  | -       | -               |

### Mistrzostwa świata
| Miejsce | Dzień     | Rok  | Miejscowość | Konkurencja             | Czas biegu | Strata  | Zwycięzca       |
| ------- | --------- | ---- | ----------- | ----------------------- | ---------- | ------- | --------------- |
| 2.      | 18 lutego | 1962 | Zakopane    | 30 km stylem klasycznym | 1:52:39,4  | +9,7    | Eero Mäntyranta |
| 6.      | 20 lutego | 1962 | Zakopane    | 15 km stylem klasycznym | 55:22,8    | +1:26,1 | Assar Rönnlund  |
| 6.      | 24 lutego | 1962 | Zakopane    | 50 km stylem klasycznym | 3:03:48,5  | +2:23,5 | Sixten Jernberg |